# Montjay (Saona i Loara)
Montjay – miejscowość i gmina we Francji, w regionie Burgundia-Franche-Comté, w departamencie Saona i Loara.
Według danych na rok 1990 gminę zamieszkiwało 211 osób, a gęstość zaludnienia wynosiła 19 osób/km² (wśród 2044 gmin Burgundii Montjay plasuje się na 700. miejscu pod względem liczby ludności, natomiast pod względem powierzchni na miejscu 855.).